# سربرو
سربرو (به انگلیسی: Serebro) و (به روسی: Серебро) نام یک گروه موسیقی روسی می‌باشد که توسط مدیر گروه ماکسیم فِدِو تشکیل شده. معنی اسم گروه به فارسی نقره می‌شود.
اعضای فعلی گروه لیزا کورنیلووا و ماریانا کوچورووا هستند.
آن‌ها در مسابقه آواز یوروویژن ۲۰۰۷ نماینده روسیه بودند.

## تاریخچه

### تشکیل و شرکت در مسابقه آواز یوروویژن ۲۰۰۷

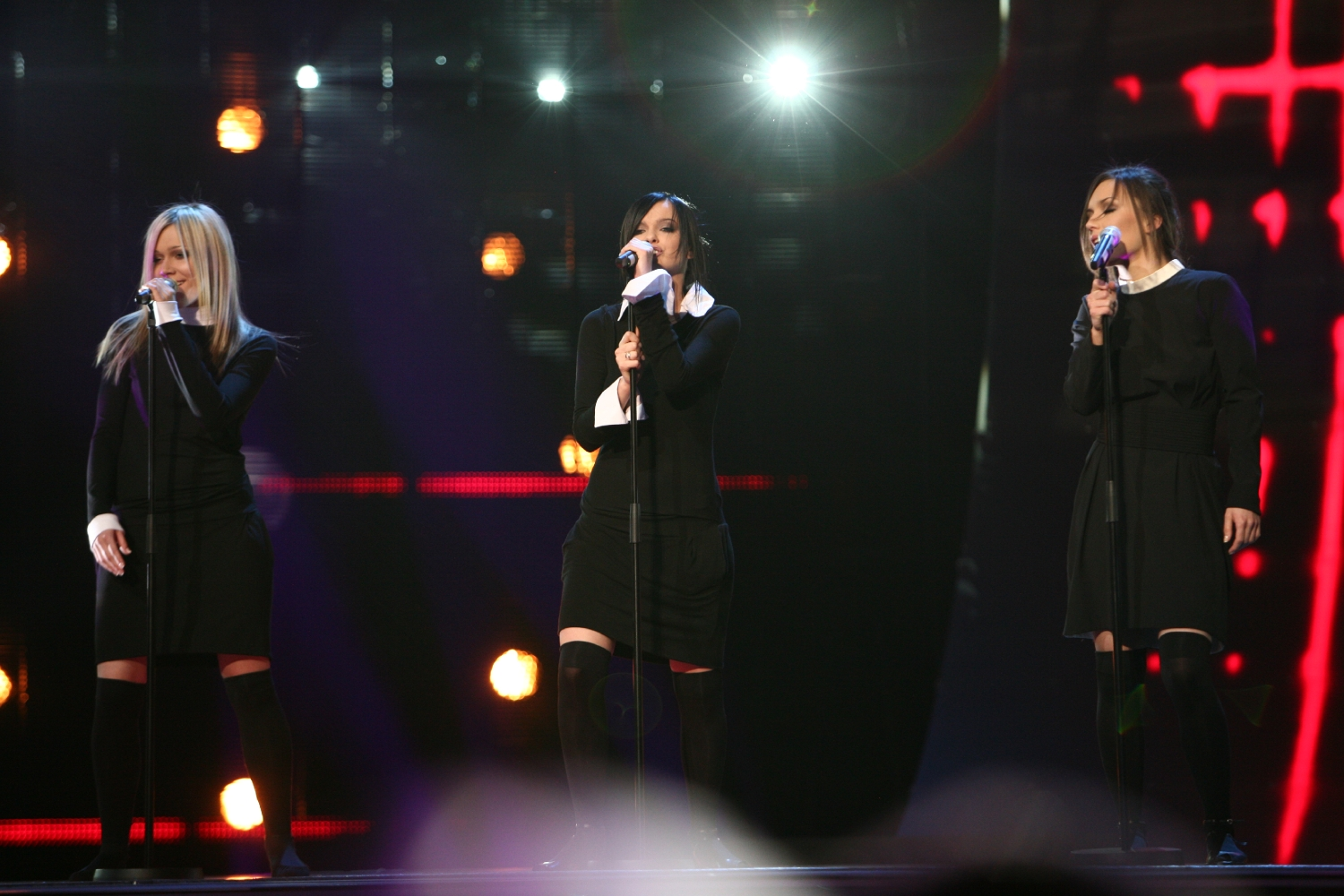
سربرو در حال اجرای آهنگ#۱ درمسابقه آواز یوروویژن ۲۰۰۷ در شهر هلسینکی

در اوایل سال ۲۰۰۷ میلادی تهیه‌کننده گروه ماکسیم فِدِو دنبال هدفی برای تشکیل گروهی به اسم سربرو بود. در ابتدا گروه برای Channel One Russia و شرکت در مسابقه آواز یوروویژن ۲۰۰۷ تشکیل شد. با این که در ابتدا قرار بود گروه یک خواننده داشته باشد ولی این گروه با سه خواننده آغاز به کار کرد؛ النا تمنیکوا که عضو سابق Star Factory روسیه بود که با دو تازه‌کار ماریانا لیزورکینا و اولگا سیرابکینا جفت شده بود اعضای اولیه گروه بودند.
در ۸ مارس ۲۰۰۷ اعضای خبرهٔ Channel One Russia گروه سربرو و آهنگ «آهنگ#۱» این گروه را برای مسابقه آواز یوروویژن ۲۰۰۷ از طرف روسیه انتخاب کردند.
در ۱۲ می ۲۰۰۷، سربرو در مسابقه شرکت کرد و به رتبهٔ سوم با ۲۰۷ امتیاز رسید. اجرای گروه در هلسینکی اولین اجرای رسمی آهنگ و اولین کنسرت گروه برای تعداد زیادی تماشاچی بود.

## اعضا
| عضو | عضو                                 | ۲۰۰۶ | ۲۰۰۷ | ۲۰۰۸ | ۲۰۰۹ | ۲۰۱۰ | ۲۰۱۱ | ۲۰۱۲ | ۲۰۱۳ | ۲۰۱۴ | ۲۰۱۵ | ۲۰۱۶ | ۲۰۱۷ | ۲۰۱۸ | ۲۰۱۹ | ۲۰۲۰ |
| --- | ----------------------------------- | ---- | ---- | ---- | ---- | ---- | ---- | ---- | ---- | ---- | ---- | ---- | ---- | ---- | ---- | ---- |
|     | اولگا سیرابکینا (۲۰۰۷–۲۰۱۹)         |      |      |      |      |      |      |      |      |      |      |      |      |      |      |      |
|     | النا تمنیکوا (۲۰۰۷–۲۰۱۴)            |      |      |      |      |      |      |      |      |      |      |      |      |      |      |      |
|     | ماریانا لیزورکینا (۲۰۰۷–۲۰۰۹)       |      |      |      |      |      |      |      |      |      |      |      |      |      |      |      |
|     | آناستازیا کارپووا (۲۰۰۹–۲۰۱۳; ۲۰۱۴) |      |      |      |      |      |      |      |      |      |      |      |      |      |      |      |
|     | داریا شاشنا (۲۰۱۳–۲۰۱۶)             |      |      |      |      |      |      |      |      |      |      |      |      |      |      |      |
|     | پولینا فاوروسکایا (۲۰۱۴–۲۰۱۷)       |      |      |      |      |      |      |      |      |      |      |      |      |      |      |      |
|     | کتیا کیشوک (۲۰۱۶–۲۰۱۹)              |      |      |      |      |      |      |      |      |      |      |      |      |      |      |      |
|     | تاتیانا مورگانووا (۲۰۱۸–۲۰۱۹)       |      |      |      |      |      |      |      |      |      |      |      |      |      |      |      |
|     | ایرینا تیتووا (۲۰۱۹)                |      |      |      |      |      |      |      |      |      |      |      |      |      |      |      |
|     | لیزا کورنیلووا (۲۰۱۹)               |      |      |      |      |      |      |      |      |      |      |      |      |      |      |      |
|     | ماریانا کوچورووا (۲۰۱۹)             |      |      |      |      |      |      |      |      |      |      |      |      |      |      |      |

## جوایز

### نامزد شده
- ۲۰۰۷: MTV RMA Awards برای بهترین موسیقی پاپ
- ۲۰۰۷: MTV RMA Awards برای بهترین آهنگ
- ۲۰۰۷: Muz-TV Awards برای کار جدید
- ۲۰۰۸: MTV RMA Awards برای بهترین ویدئو
- ۲۰۰۹: Muz-TV Awards برای بهترین گروه پاپ
- ۲۰۰۹: Muz-TV Awards برای بهترین ویدئو
- ۲۰۱۰: جوایز موسیقی ام‌تی‌وی اروپا برای بهترین اثر روسی
- ۲۰۱۲: جوایز موسیقی ام‌تی‌وی اروپا برای بهترین اثر روسی

### برنده
- ۲۰۰۷: MTV RMA Awards برای بهترین آغاز کار
- ۲۰۰۷: Golden Grammophone Awards
- ۲۰۰۷: جایزه موسیقی جهان برای بهترین فروش هنرمند روسی
- ۲۰۰۸: MTV RMA Awards برای بهترین گروه
- ۲۰۰۹: The God of Ether for the Radio Hit Group

## نگارخانه

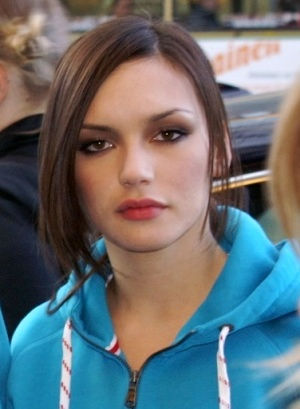
Olga Seryabkina
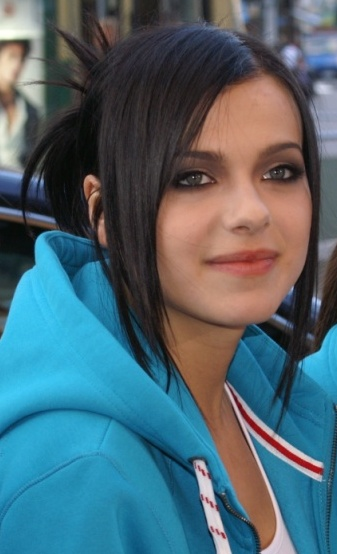
Elena Temnikova
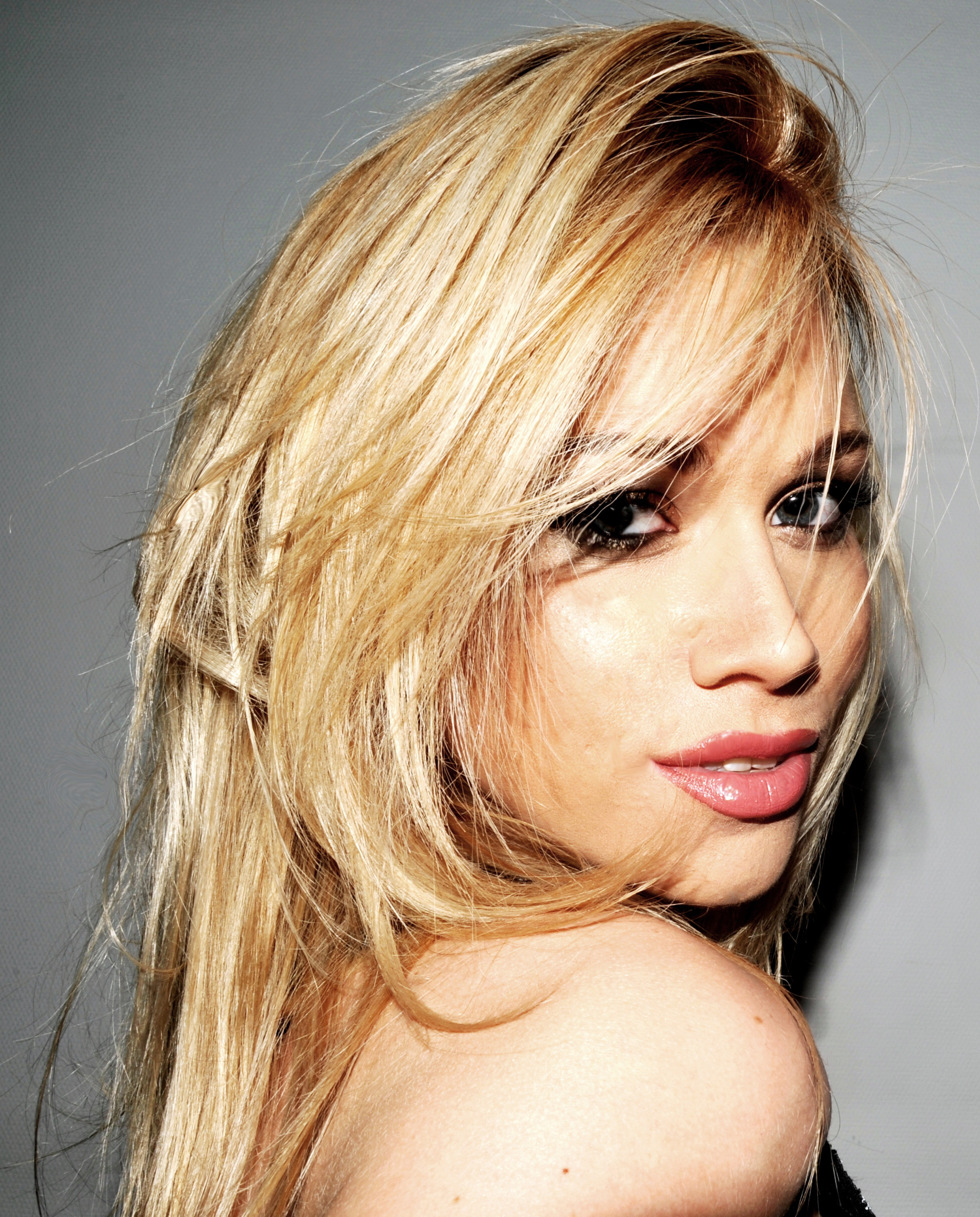
Marina Lizorkina